# Кришул-Негру
Кришул-Негру или Фекете-Кёрёш — река в западной Румынии, в историческом регионе Трансильвания, и в юго-восточной Венгрии (медье Бекеш). Река течёт от слияния двух рек в Западно-Румынских горах. Протекает через города Штей и Беюш в Румынии. После пересечения границы с Венгрией река, также называемая Фекете-Кёрёш, соединяется с Фехер-Кёрёш несколькими километрами севернее Дьюла, создавая реку Кёрёш.